# Tommaso Salvini
Tommaso Salvini (Milano, 1º gennaio 1829 – Firenze, 31 dicembre 1915) è stato un attore teatrale e patriota italiano.
Fu tra i protagonisti del teatro italiano della seconda metà del XIX secolo. Con Adelaide Ristori ed Ernesto Rossi fu uno dei principali esponenti del periodo chiamato del Grande Attore. Si formò principalmente nella compagnia di Gustavo Modena, figura di riferimento per lui ben oltre che per l'aspetto teatrale, e nella compagnia di Luigi Domeniconi.
Figlio d'arte, fu, come il fratello Alessandro Salvini (1827–1886), attore tragico.
Nel 1849 prese parte ai combattimenti della Repubblica Romana al fianco di Giuseppe Garibaldi ricevendo nel febbraio del 1861 un encomio dal generale Giuseppe Avezzana su segnalazione di Garibaldi stesso.
A seguito della sconfitta della Repubblica Romana fece una breve esperienza in carcere prima a Genova con Aurelio Saffi e successivamente nel carcere delle Murate a Firenze.
Ripresa l'attività teatrale si spostò in diverse compagnie tra cui la Compagnia Reale dei Fiorentini di Napoli e nel 1861 allestì la sua prima compagnia di cui fu capocomico e direttore. Nel 1865 fu presidente della Società di mutuo soccorso fra gli artisti drammatici che fondò con Adamo Alberti.
Paolo Giacometti, autore della Morte Civile, Francesco Dell'Ongaro e Ippolito D'Aste autore del Sansone furono gli autori italiani a cui più si legò.
Acquisì una fama di attore a livello mondiale, fece numerosi viaggi tra cui Spagna, Portogallo, America del Sud, Inghilterra, Egitto, Russia e cinque volte negli Stati Uniti, dove recitò, in italiano, con attori inglesi pur non avendo mai studiato la lingua come lui stesso riporterà in un'ampia intervista del 1º giugno 1893 al The Morning Call di San Francisco del 18 giugno 1893.
Konstantin Sergeevič Stanislavskij divenne un suo grande estimatore dopo averlo visto nella sua interpretazione dell'Otello durante la tournée in Russia, presumibilmente nel 1891, ed ebbe una sicura influenza nella formazione del suo metodo basato sulla immedesimazione nel personaggio.
Ebbe tre mogli e sette figli.
La prima moglie Clementina Cazzola dal 1859 al 1868, da lei ebbe quattro figli Gustavo, Emilia, Alessandro e Mario; quest'ultimo fu scultore e direttore della gipsoteca di Firenze, il figlio di Mario Salvini, Guido, collaborò con la compagnia Teatro d'Arte di Roma fondata da Luigi Pirandello.
La seconda moglie, Lottie Sharpe, dal 1876 al 1878 da cui ebbe due figli Cesare ed Elisa.
La terza moglie, Jennie Beaman, dal 1909 fino alla sua morte, che sposò a ottanta anni da cui ebbe l'ultimo figlio Alfonso.
La voce di Salvini fu registrata con uno dei primi dischi, noto in Italia con il nome Zonofono.

## Biografia

Tommaso Salvini

### Famiglia e giovinezza
Il bisnonno si trasferì da Orvieto a Livorno nel 1783, negli anni delle campagne napoleoniche in Italia.
Il padre, Giuseppe Salvini, era un professore di lettere a Livorno; nel 1824 conobbe Guglielmina Zocchi durante una tournée della compagnia di Tommaso Zocchi, capocomico e padre di Guglielmina.
Abbandonato l'insegnamento, fu il primo della famiglia a intraprendere la carriera di attore; entrò nella compagnia Zocchi, di medio livello e con un repertorio che comprendeva un discreto numero di commedie popolari, con il ruolo di padre nobile; Guglielmina aveva circa sedici anni e generalmente ricopriva il ruolo di servetta. Successivamente il repertorio si arricchì con le tragedie di Alfieri e le commedie di Goldoni. Giuseppe Salvini arriverà nel tempo al ruolo di primo attore e Guglielmina Zocchi a quello di prima donna e, grazie alle sue capacità canore, otterrà anche ottimi successi nelle commedie musicali.
I due si sposarono il 6 febbraio 1826 a Firenze.
Il primogenito della coppia, Achille, morì pochi mesi dopo la nascita; il secondogenito, Alessandro, sarà anch'egli attore tragico. Il primo gennaio 1829, durante una tournée a Milano, in una casa di via Porta Orientale, oggi corso Vittorio Emanuele, nei pressi del Duomo, nacque il terzogenito, battezzato col nome di Tommaso Cesare Salvini il 4 gennaio nella parrocchia di Santa Tecla.
Nel 1830, all'età di due anni, perse la madre, che morì due mesi dopo un incidente sul palco del teatro San Benedetto a Venezia mentre il padre era a Parigi con la compagnia di Francesco Internari e Carolina Paladini. I due fratelli vennero affidati ai nonni materni fino ai sei anni;
 nel 1837 il padre, con la matrigna Fanny Donatelli, sposata in seconde nozze nel 1831, riprese con sé Tommaso.

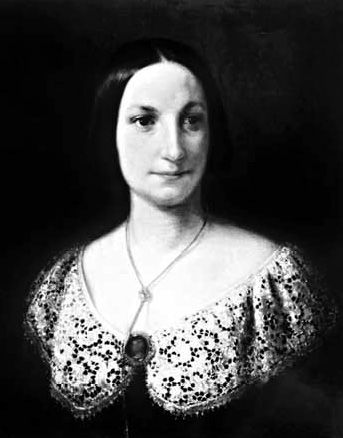
La matrigna Fanny Salvini Donatelli, dagli archivi del Teatro La Fenice

In questi anni Tommaso era un ragazzo vivace; a Milano ed a Genova, con il fratello improvvisava in strada vari stratagemmi per raggranellare qualche soldo, sfruttando la sua facilità di memorizzazione.
Erano gli anni della costruzione delle prime ferrovie: oltre alla Napoli Portici del 1839 e alla Leopolda del 1841 vennero realizzate diverse altre tratte in Lombardia e Veneto; i nuovi e più veloci collegamenti diedero una forte spinta all'economia e furono un fattore di avvicinamento tra i sudditi dei vari Stati, cosa non particolarmente ben vista dai governi locali.
Le compagnie teatrali si spostavano ancora prevalentemente in diligenza; andare da Firenze a Roma richiedeva alcuni giorni, con tratti montani in cui i passeggeri proseguivano a piedi, ed inoltre l'attraversamento delle dogane comportava frequenti controlli.
Raggiunti i dieci anni (1840), il padre, vista la difficoltà nel garantire un'adeguata istruzione a causa del nomadismo della sua attività, lo riportò con il fratello a Firenze dai nonni, che risiedevano nei dintorni del giardino di Boboli; Tommaso Zocchi aveva riaperto l'industria di tele a Firenze.
Tommaso venne istruito dai padri scolopi con l'intento di farne un avvocato, mentre il fratello Alessandro venne indirizzato all'Accademia di belle arti.
In questo periodo Tommaso non aveva particolare interesse per il teatro. Nei periodi di vacanza il nonno Zocchi lo portava dal padre, quando quest'ultimo era in tournée vicino a Firenze. Durante una vacanza a Milano assistette alla Malvina, in cui recitava Luigi Vestri; quest'ultimo lo colpì profondamente, come riporterà nella sua autobiografia:
«…per la prima volta m'accorsi che si poteva piangere e ridere insieme».
Nel 1842 circa Giuseppe Salvini venne lasciato dalla seconda moglie Fanny Donatelli e decise di portare Tommaso con sé nella compagnia di Luigia Bon, zia di Adelaide Ristori, e Francesco Augusto Bon, dove aveva il ruolo di primo attore, mentre il fratello Alessandro proseguì gli studi all'Accademia di belle arti di Firenze.

### L'attività teatrale dei primi anni
Nel 1842, a quattordici anni, esordì, nella parte di Pasquino, ne Le donne curiose di Carlo Goldoni nella compagnia Bon-Berlaffa, a fianco del padre Giuseppe, sostituendo un attore ammalatosi poco prima.
L'anno successivo il padre entrò nella compagnia di Gustavo Modena.
Nel 1844 Giuseppe Salvini morì e Gustavo Modena mise Tommaso a contratto con il ruolo di primo attor giovane. Il Modena sarà la figura principale nella formazione di Salvini, sia come attore sia come uomo.
Nel 1845 entrò nella Compagnia Reale dei Fiorentini di Napoli, ma ne restò deluso, poiché la nuova compagnia non reggeva il paragone con i metodi innovativi del Modena.
Con un anno di anticipo rescisse il contratto triennale e nel 1846 si unì alla compagnia di Luigi Domeniconi. Fu al seguito del Domeniconi che nel 1848 arrivò a Roma, la Roma liberale di papa Pio IX; Salvini, come molti altri attori, entrò a far parte della Guardia Nazionale e qui iniziò quella che sarà la sua esperienza di patriota risorgimentale.

### L'esperienza risorgimentale

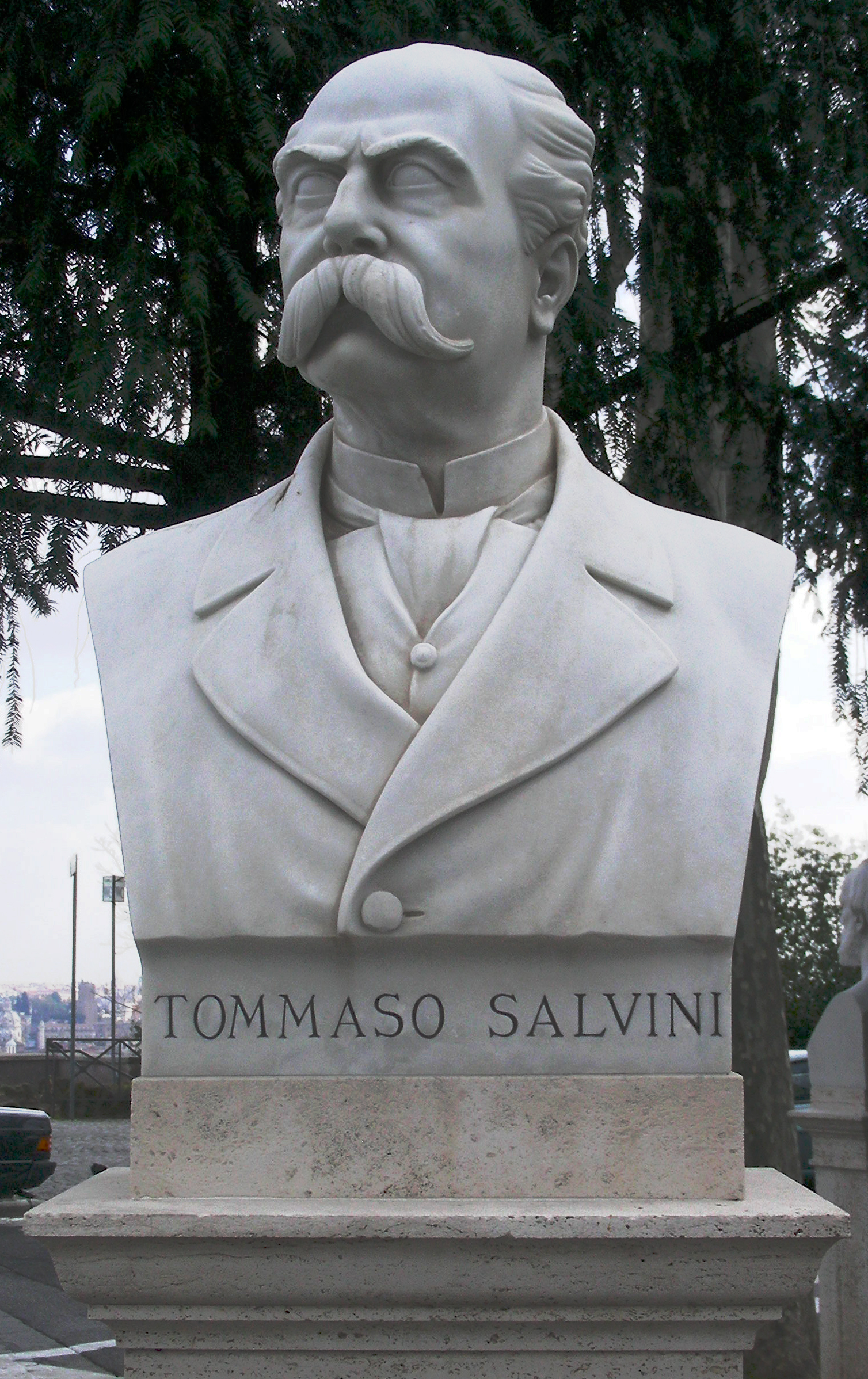
Busto di Tommaso Salvini al Gianicolo (Roma)

Nel 1848 papa Pio IX, con le amnistie politiche del 16 luglio del 1846, era il riferimento per tutti i liberali italiani e per i seguaci della corrente neoguelfa del Gioberti.
Nella primavera dello stesso anno, in tutta la penisola erano state promulgate carte costituzionali sulla linea di quella di Cadice e di quella francese e le insurrezioni anti-austriache si erano diffuse in tutti gli Stati, da Palermo alle cinque giornate di Milano, portando alla la prima guerra di indipendenza.
Carlo Alberto, re di Sardegna, il 25 marzo 1848 dichiarò guerra all'Austria, ma papa Pio IX, che inizialmente aveva appoggiato i moti anti-austriaci, si rifiutò di entrare apertamente nel conflitto e il 24 novembre fuggì a Gaeta sotto la protezione di Ferdinando II.
Giuseppe Garibaldi era rientrato dalle Americhe e, dopo alcuni scontri nei dintorni di Varese (Luino e Morazzone), ripiegò in Svizzera.
Nel settembre del 1848 Garibaldi rientrò in Italia e si stabilì a Genova; un mese dopo si diresse inizialmente verso la Sicilia, ma, arrivato a Livorno, attraversò il Granducato di Toscana e mosse verso la Romagna nello Stato Pontificio.
Il 9 febbraio del 1849 a Roma venne proclamata la Repubblica Romana e, dimissionato il governo Mamiani, il 29 marzo venne costituito il triumvirato formato da Giuseppe Mazzini, Aurelio Saffi e Carlo Armellini. Nel mentre l'esercito piemontese subì le prime sconfitte a Mortara ed a Novara.
Il 21 aprile 1849 17 navi francesi, con 8-10.000 uomini agli ordini del generale Oudinot, partirono alla volta di Roma con lo scopo di riconsegnare nelle mani di papa Pio IX il controllo temporale dello Stato Pontificio, azione non pienamente gradita al pontefice, che avrebbe preferito un intervento austriaco e borbonico.
Il 25 aprile 1849 i francesi arrivarono a Civitavecchia.

#### La difesa della Repubblica Romana

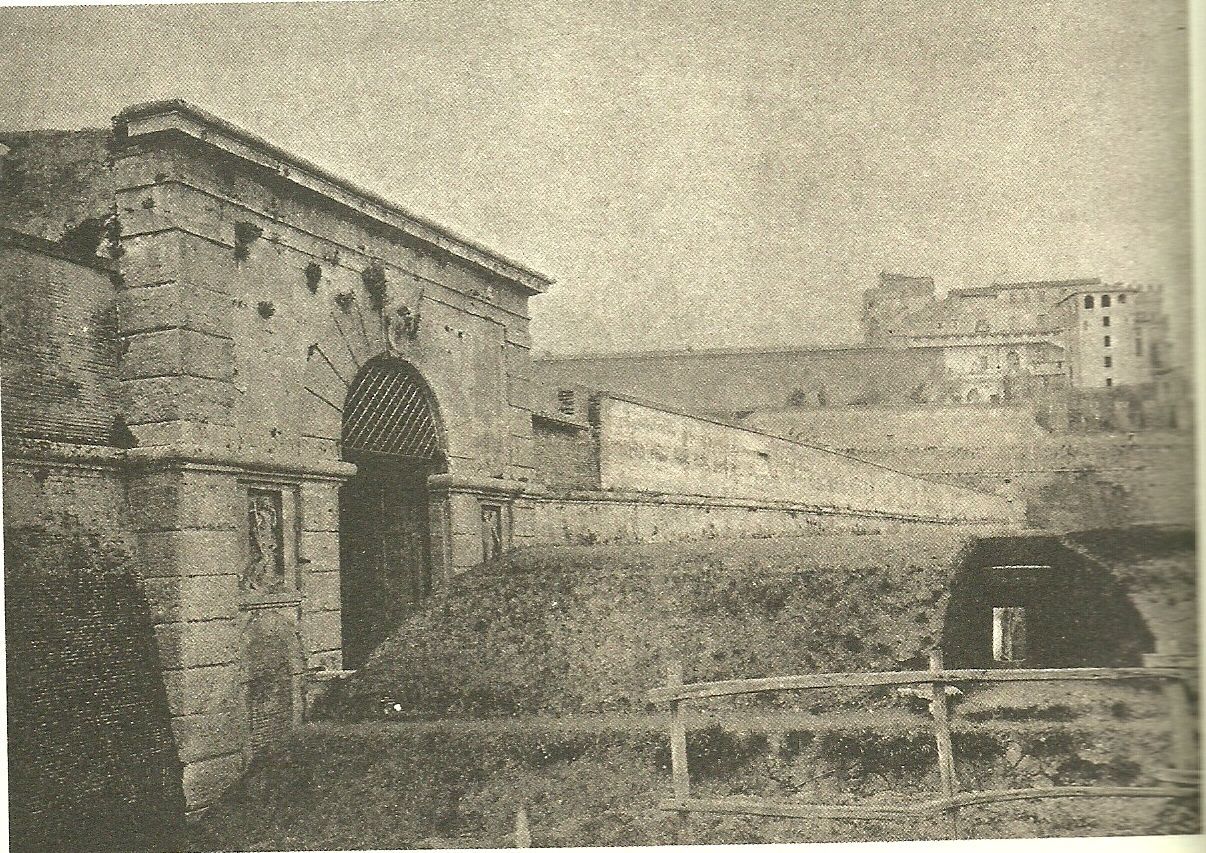
Porta Angelica nel 1800

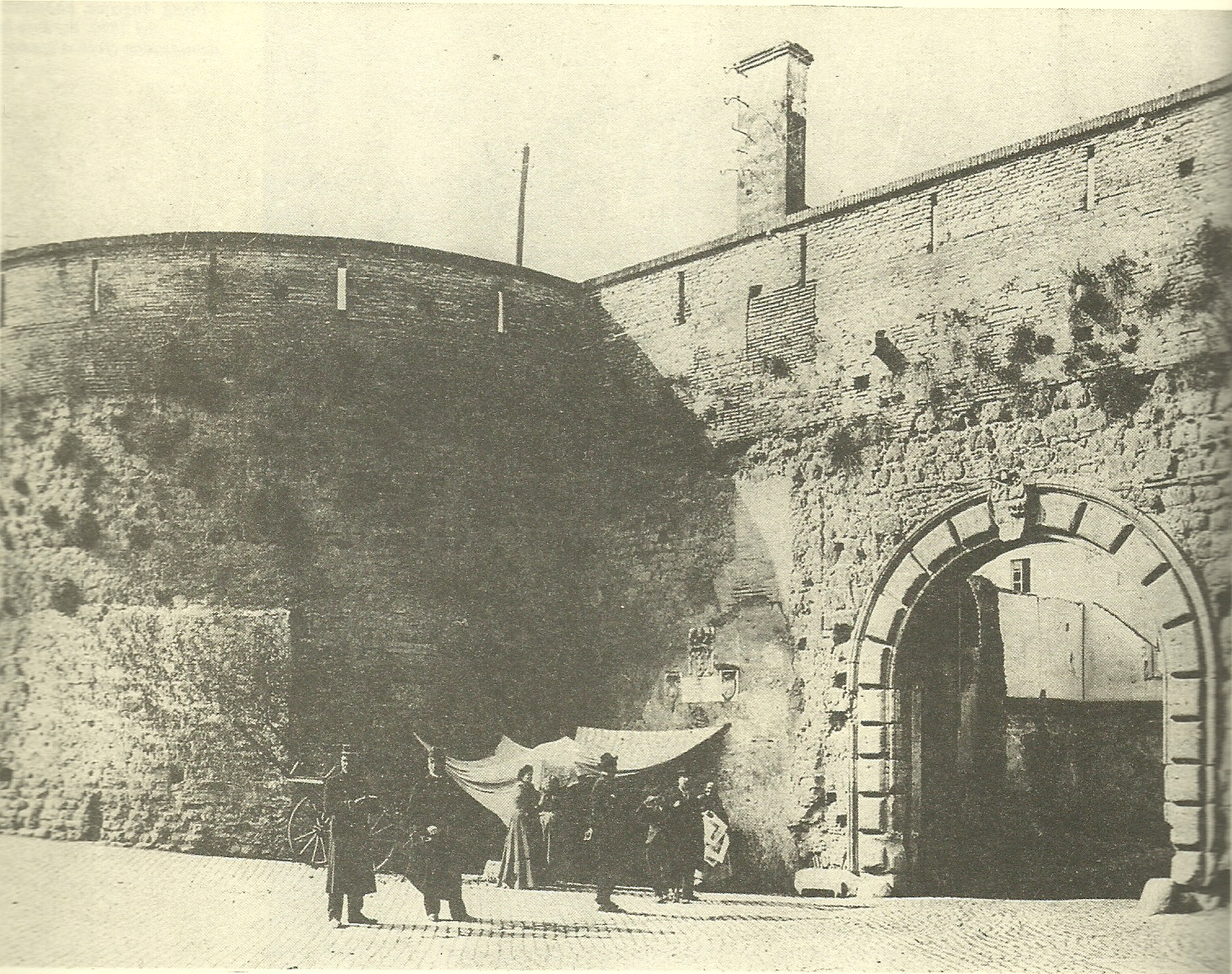
Porta Cavalleggeri nel 1800

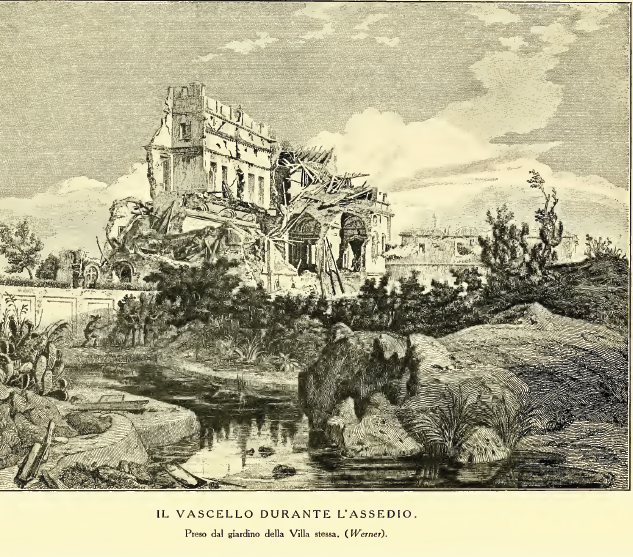
Villa il Vascello durante l'assedio

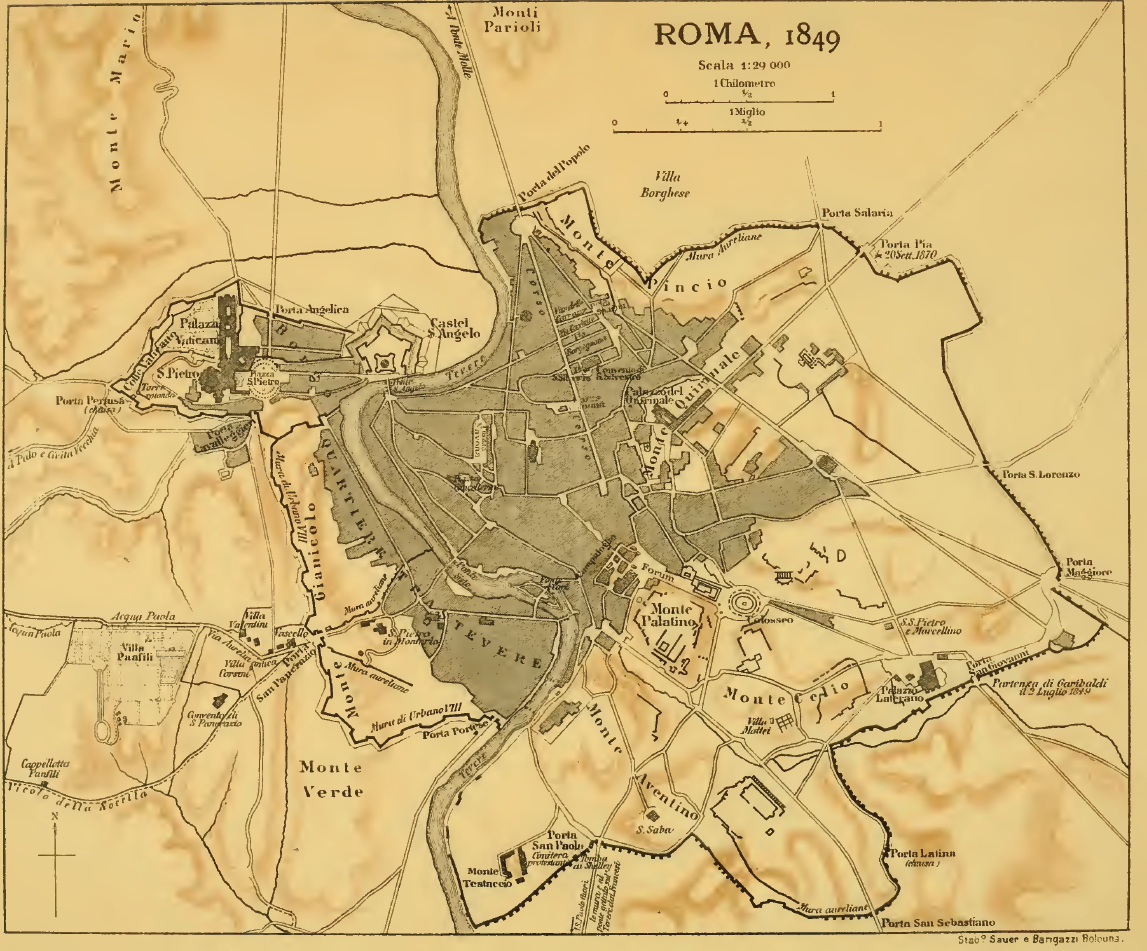
Roma nel 1849

Tommaso Salvini si arruolò volontario, come molti artisti presenti in quegli anni a Roma, e venne inquadrato nell'8º battaglione, nella 2a brigata composta da 1000 uomini della Guardia Nazionale e 1700 delle truppe papali.
A Roma incontrò Gustavo Modena in fuga dal Granducato di Toscana per una condanna a venti anni di carcere per motivi politici: Modena e la moglie Giulia condividevano dai tempi dell'esilio le idee di Giuseppe Mazzini, con cui erano in stretto rapporto.
Quando il 28 aprile 1849 venne decretato l'assedio e furono mobilitati i volontari al comando del generale Luigi Masi, Salvini con la 2a brigata difese le mura ai giardini del Papa, tra Porta Angelica e Porta Cavalleggeri.
Il 30 aprile 1849 circa ottomila uomini al comando del generale Oudinot, alle nove di un'assolata mattina di diressero verso porta Pertusa; questa era murata da alcuni anni, ma i francesi non ne erano informati. Oudinot modificò i suoi piani e alle 11:30 ebbe inizio l'attacco su due fronti; un contingente attaccò Porta Angelica e la brigata del generale Mollière da via Aurelia diresse su Porta Cavalleggeri (difesa dalla 2a brigata con Tommaso Salvini); lo scontro fu intenso e Giuseppe Garibaldi dal Gianicolo inviò un battaglione in rinforzo; dopo un primo arretramento dei difensori intervenne lo stesso Garibaldi con la 1a brigata.
Alle 14 Garibaldi contrattaccò e riconquistò villa Pamphili; nel mentre anche il contingente di Porta Cavalleggeri avanzava; l'artiglieria tacque e lo scontro fu alla baionetta.
Garibaldi, riconquistata villa Pamphili, poté attaccare il fianco dei francesi a Porta Cavalleggeri. Alle cinque, dopo sei ore di combattimenti, le truppe di Oudinot si ritirarono dalla via Aurelia verso Civitavecchia; Garibaldi, raggiunto dal colonnello Angelo Masina, li inseguì e, raggiunti a Malagrotta, i francesi negoziarono la tregua. Le perdite francesi ammontarono a più di 500 tra morti e feriti e 365 prigionieri, mentre tra le forze a difesa della Repubblica vi furono 50 morti e 200 feriti.
Nelle stesse ore Giulia Modena scriveva alla madre di Giuseppe Mazzini:
«Roma è magnifica e decisa a resistere … Pippo, il quale vedo ogni giorno, sta bene. Non abbiate alcun timore per lui, i suoi più grandi nemici lo lodano oggi e noi vegliamo su di lui qualunque cosa accada. Amate sempre chi vi ama ed onora. Giulia.».
Per questa battaglia Salvini venne promosso caporale e il 12 febbraio 1861 ricevette una lettera di encomio dal generale Giuseppe Avezzana su raccomandazione di Giuseppe Garibaldi.
Sette giorni dopo la sua brigata venne dislocata a Porta del Popolo, dove egli diresse la costruzione delle barricate. In questo periodo le rappresentazioni avevano comunque luogo e venivano interrotte con tre colpi di cannone in caso di necessità.
Come molti altri artisti lasciava il Teatro Valle e dismetteva gli abiti di scena per indossare i panni di difensore della Repubblica, devolvendo l'incasso ai feriti.
Nel maggio del 1849 le truppe borboniche attaccarono la Repubblica in più occasioni, ma furono sempre respinte. Nel mentre a Parigi la situazione era controversa: da un lato ci si muoveva per l'invio di rinforzi e dall'altro veniva inviato il diplomatico Ferdinand de Lesseps. Il 1º giugno 1849 de Lesseps venne richiamato a Parigi.
Domenica 3 giugno 1849, alle 3 del mattino, rompendo un giorno prima della fine la tregua concordata il 29 maggio 1849, i francesi iniziarono l'assedio e, forti dei rinforzi giunti nel frattempo (20 000 uomini e sei batterie di artiglieria), conquistarono l'avamposto del Casino dei Quattro Venti.
I combattimenti si concentrarono attorno agli avamposti fuori da Porta San Pancrazio; intorno alle ore 18 Salvini assistette a una discussione tra il colonnello Masina e Garibaldi per la riconquista del Casino dei Quattro Venti. Mell'assalto il colonnello Masina morì e l'avamposto restò in mano francese.
I combattimenti proseguirono per tutto il mese, soprattutto intorno a questi avamposti; dopo un intenso cannoneggiamento sui bastioni di Porta San Pancrazio il 21 giugno, aperte tre brecce i francesi entrarono in Roma.
Il 30 giugno 1849, con una delibera dell'Assemblea costituente la Repubblica Romana cessò le ostilità.
Giuseppe Garibaldi, a seguito dell'entrata in Roma dei francesi, il 2 luglio lasciò la città. Venne proclamato il coprifuoco e il 4 luglio Roma tornò sotto il controllo di Pio IX.

#### Il carcere

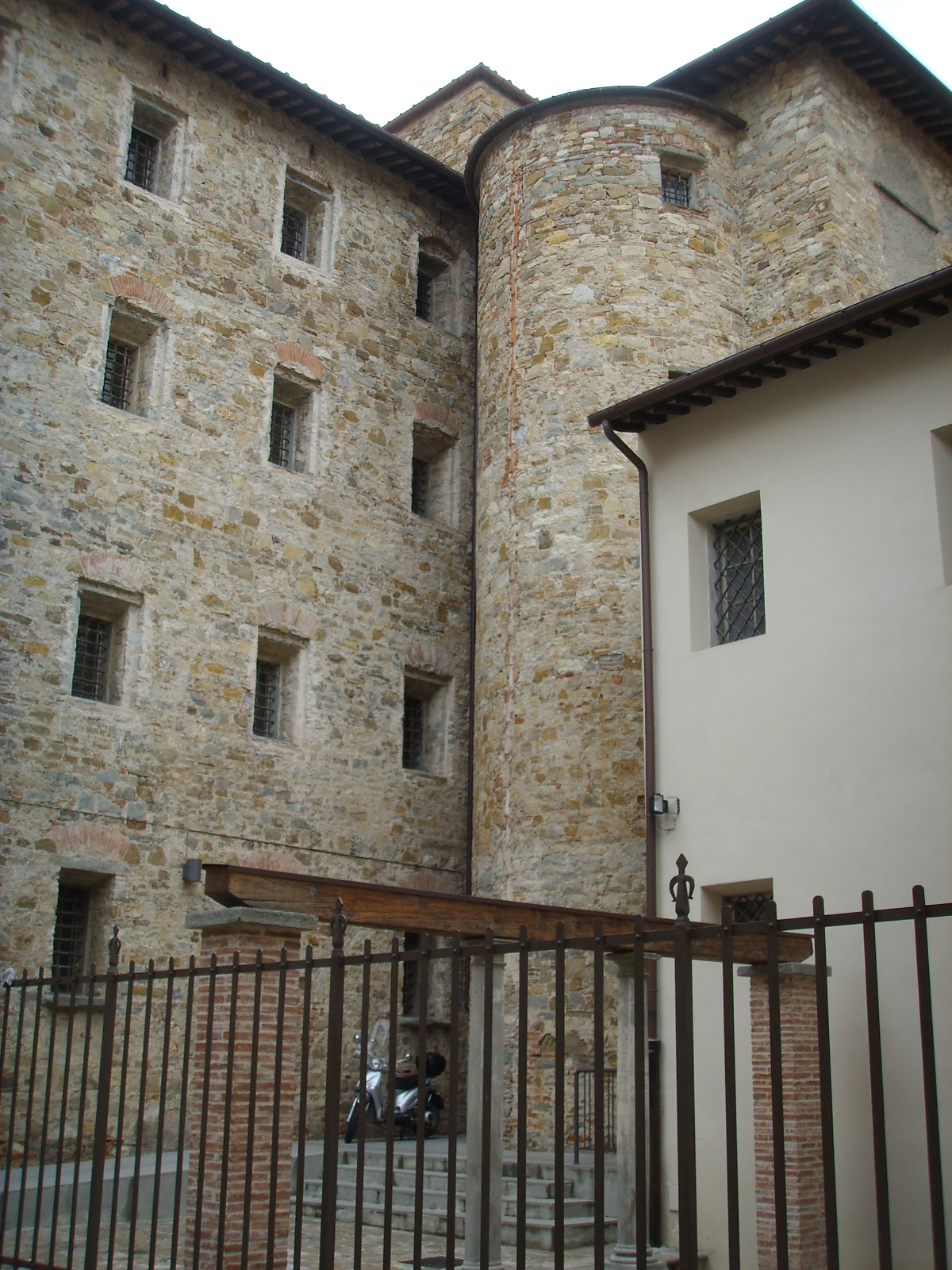
L'ex carcere delle Murate

Dopo la vittoria francese, il 13 luglio 1849 Salvini lasciò Roma e con Aurelio Saffi, Aurelio Saliceti e Francesco Dall'Ongaro si imbarcò a Civitavecchia alla volta di Livorno sul vaporetto Corriere Corso diretto a Marsiglia, sul quale si imbarcò anche Giuseppe Mazzini, che da Marsiglia raggiungerà poi la Svizzera.
Giunti a Livorno, dove sotto controllo austriaco era stato restaurato il Granducato, la nave venne respinta; arrivarono quindi a Genova, dove con altri fuggiaschi venne trattenuto in custodia al lazzaretto; qui restò alcuni giorni, condividendo la cella con Aurelio Saffi, di cui conserverà con orgoglio un biglietto di commiato. Rilasciato il 16 luglio grazie alla intercessione della zia presso il generale La Marmora, ottenne il visto presso il consolato toscano e giunse a Livorno.
Dopo essere stato interrogato, venne nuovamente fermato e, condotto al lazzaretto di San Leopoldo, il 16 luglio 1849 venne trasferito a Firenze, nuovamente arrestato e condotto nel carcere delle Murate in una cella adiacente a quella di Francesco Domenico Guerrazzi. Cinque giorni dopo venne rilasciato ed espulso dal Granducato di Toscana. Luigi Domeniconi gli fece da garante e ritornò con la sua compagnia, la Compagnia Romana, a Roma.

### La ripresa dell'attività teatrale

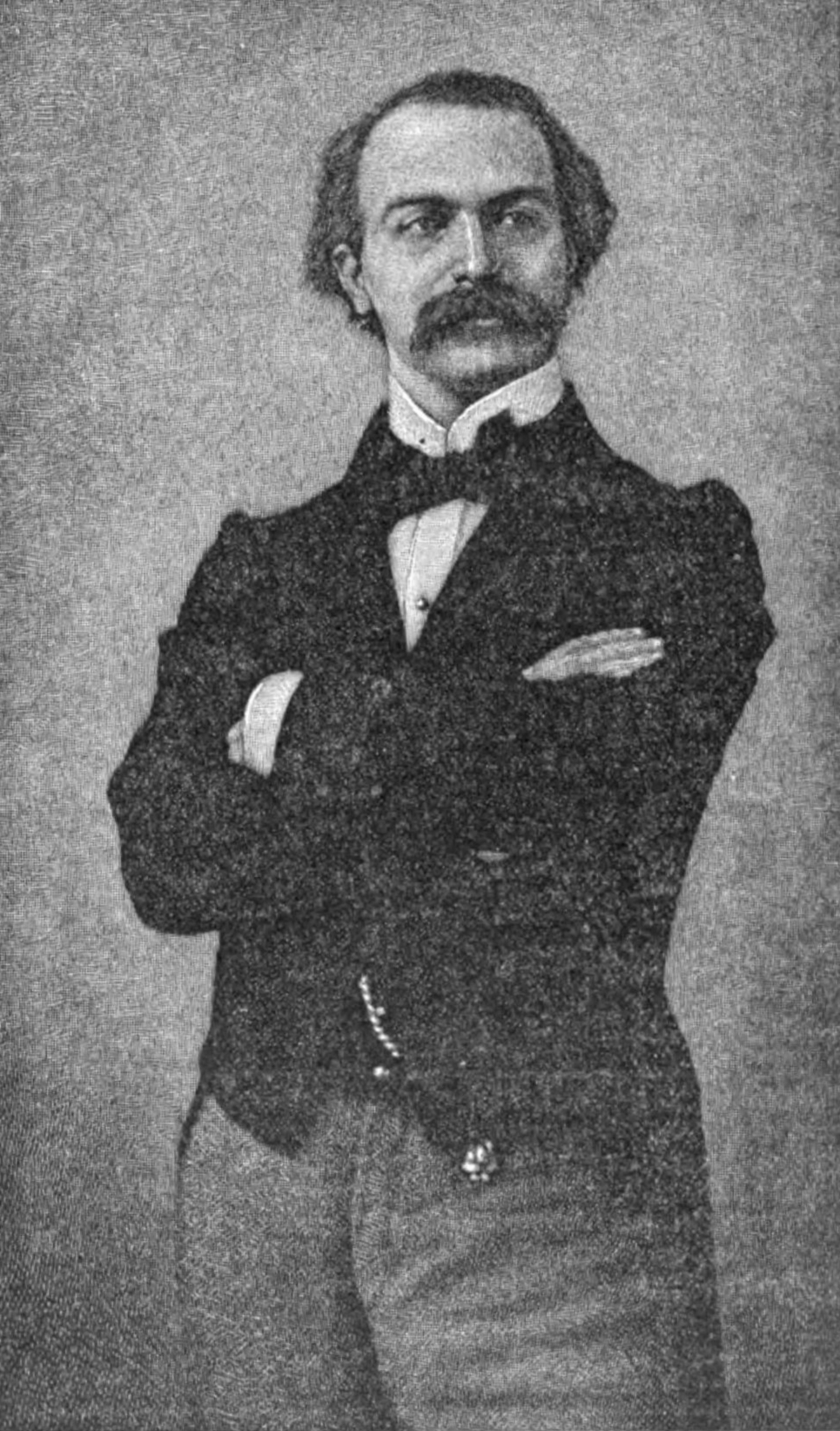
Tommaso Salvini a 28 anni

Trovò una Roma molto cambiata rispetto a quella dell'anno precedente: la censura era molto forte, ai limiti del ridicolo. Salvini si tenne in disparte dalla vita pubblica e, fuori dalla scena, si dedicò allo studio dei classici. Questo periodo di studio e di approfondimento durerà a lungo, aspetto non comune negli attori dell'epoca. Il repertorio limitato di Salvini era in parte dovuto anche a questa sua volontà di approfondimento sul carattere del personaggio e sul contesto storico, fino al raggiungimento di una sua personale interpretazione. Come tutti gli attori dell'epoca, cambiò diverse compagnie.
Nel 1856, con la compagnia di Cesare Dondini, esordì nell'Otello a Vicenza, ma il risultato fu negativo.
Il lavoro di studio sul drammaturgo inglese durava da diversi anni ed i tentativi di portare Shakespeare in Italia erano stati diversi; prima di lui già Gustavo Modena aveva fallito, dovendo interrompere la rappresentazione; medesima sorte per Ernesto Rossi a Milano.
Tuttavia Salvini perseverò e ottenne a Roma l'atteso primo successo con l'Otello, che sarà poi il suo principale cavallo di battaglia.
Nel 1859 iniziò la relazione con Clementina Cazzola, prima attrice con lui nella compagnia Dondini.
Nel 1860 tornò, dopo 15 anni, nella Compagnia Reale dei Fiorentini di Napoli. Nel 1861 allestì la sua prima compagnia; poco prima di iniziare le rappresentazioni, a Torino il 20 febbraio 1861 morì Gustavo Modena. Per dissidi sorti nella compagnia, la sciolse e nel 1864 tornò nella Compagnia Reale dei Fiorentini di Napoli. Pochi anni dopo Clementina si ammalò di tisi e morì il 31 agosto 1868, dopo che nel 1867 Salvini aveva allestito una nuova propria compagnia.

### I viaggi all'estero
Il periodo delle tournée all'estero per Salvini iniziò nell'aprile del 1869 in Spagna e Portogallo con una compagnia da lui formata; tornò in Italia nell'autunno dello stesso anno e vi restò fino alla primavera del 1871, andando in scena con diverse compagnie, tra cui la compagnia Coltellini.
Il 1871 vi fu la sua prima esperienza oltre oceano in America del Sud, a Buenos Aires e Montevideo; della compagnia facevano parte il fratello Alessandro e Isolina Piamonti; la tournée ebbe un buon successo e una calorosa accoglienza. Tornò in Italia nel 1872 e vi restò fino al 1873.
La prima delle cinque tournée statunitensi fu nell'estate del 1873; della compagnia facevano parte il fratello Alessandro e Isolina Piamonti ed organizzatore della tournée fu l'impresario Maurice Grau. La critica inizialmente non fu particolarmente positiva, ma lo diventò strada facendo e al termine della tournée, che aveva toccato anche Cuba e Brasile, ebbe la completa approvazione della critica. Gli Stati Uniti saranno una delle mete a cui rimarrà particolarmente legato.
Dal 1875 al 1880 si spostò tra Inghilterra, Russia e Paesi dell'est europeo. Durante la tournée inglese conobbe la ventiduenne Carlotta Sharpe, che spos4 il 25 settembre 1875 a Firenze. Il 13 novembre 1876 nacque la figlia Elisa, ma poco dopo il parto la moglie morì.
Nel 1880 fu nuovamente a New York; in questa tournée recitò in italiano in una compagnia di attori americani: era un esperimento che prima di allora non aveva avuto molto successo. Seguirono Egitto, Russia e, per la quarta volta, tornò negli Stati Uniti nel 1882. Tornò in Ucraina, questa volta con una compagnia di più alto livello. Nel 1885 e 1889 tornò due altre volte negli Stati Uniti, chiudendo infine con l'ultima tournée in Russia nel 1891, nella quale, con ogni probabilità, ebbe come spettatore Konstantin Sergeevič Stanislavskij, che rimase particolarmente impressionato dalla presenza scenica di Salvini.

### Il ritiro

#### Le ultime recite

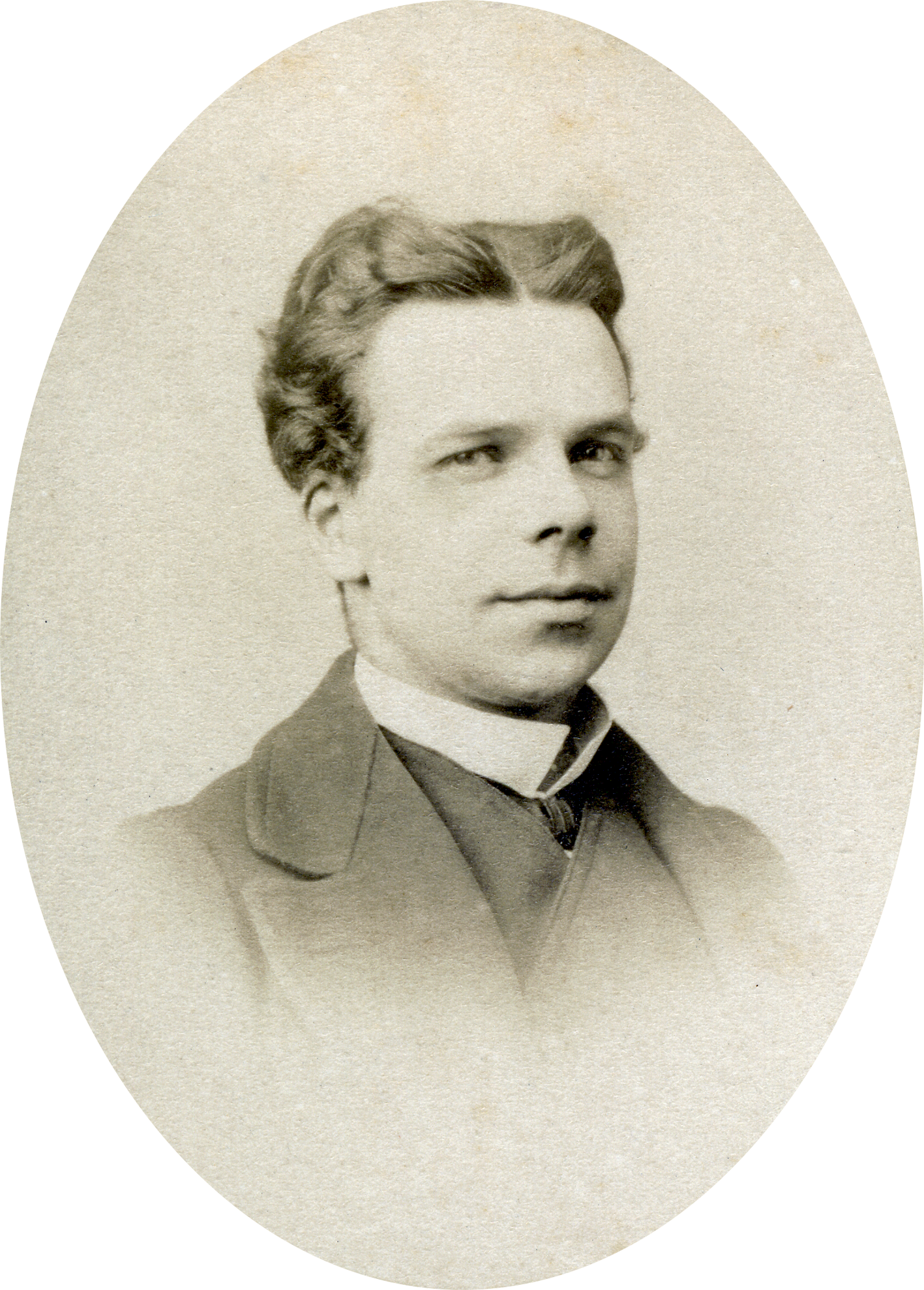
Benoît-Constant Coquelin

Il 1891 fu l'anno del ritiro ufficiale; continuò comunque a recitare in diverse occasioni e nello stesso anno intervenne sulla Illustrazione Italiana in un articolo dal titolo Una questione d'arte drammatica, prendendo posizione in opposizione a Constant Coquelin su un dibattito in corso tra Henry Irving e il Coquelin, quest'ultimo sostenitore della tesi che vede nell'attore colui che deve freddamente rappresentare sentimenti; a detta del Coquelin
«…un attore deve rimanere perfettamente calmo e impassibile…»
Salvini non mise in discussione il fatto che l'attore debba mantenere il controllo, bensì la tesi per cui portare il vero comporti necessariamente perderne il controllo:
«…mentre recito, vivo una doppia vita, piangendo o ridendo da un lato, e insieme anatomizzando per modo le mie lacrime e il mio sorriso, ch'essi possano fortemente colpire le persone al cuore a cui voglio parlare.»
e continuò:
«Io cerco semplicemente di essere il personaggio che rappresento; di pensare col suo cervello, di sentire coi suoi sentimenti, di singhiozzare e piangere con lui, e far che il mio petto sia angosciato dalle sue commozioni, di amare col suo amore e di odiare col suo odio. Quindi, avendo così tirato fuori la mia creazione dal blocco di marmo del mio drammaturgo, la vesto de' suoi panni, e le do la sua voce, i suoi gesti, la sua camminatura, insomma la sua apparenza corporea ed esteriore, fino a che la mia coscienza d'artista non mi fa gridare: è lui!».
Nel 1893, in occasione del primo centenario della morte di Carlo Goldoni, tornò in scena a Firenze al Teatro Salvini con Pamela Nubile, che replicherà l'anno successivo al teatro Politeama di Pisa. Con lui tornò sulla scena Francesco Ciotti. Luigi Rasi fu Ernold e Pamela fu la ventunenne Costantina Di Lorenzo, a cui insegnò parola per parola la parte; Tina era figlia di Amelia Colonnello, che aveva lavorato con Salvini e Clementina Cazzola.
Alla fine del 1895 pubblicò le sue memorie, Ricordi, aneddoti ed impressioni.
L'8 giugno 1896 presenziò ai funerali di Ernesto Rossi a Livorno, suo "rivale" e protagonista della scena teatrale; alcuni mesi dopo, il 15 dicembre 1896 morì il figlio Alessandro, a trentacinque anni, di tubercolosi intestinale, dopo aver contratto il tifo durante la tournée in California. Alessandro venne sepolto accanto alla madre Clementina Cazzola al cimitero di San Miniato, mentre l'altro figlio Gustavo Salvini era in tournée in Brasile.
Nel 1898 accettò l'invito di Edmondo De Amicis per una recita a favore del fondo Modena per una statua al suo maestro Gustavo Modena a Torino e tornò al Teatro Carignano con Giacinta Pezzana.
Recitò nel 1899 una sera col figlio Gustavo, dopo essersi riconciliato pochi anni prima, a Firenze nel Saul nella parte di David, nonostante la giovane età del personaggio.
Nel 1901 fece una brevissima tournée in Russia a San Pietroburgo e Mosca.
In occasione del centenario di Vittorio Alfieri fu a Torino e Asti con il Saul, questa volta con il figlio Gustavo nella parte del David.
Il 29 gennaio 1902, in occasione dell'ottantesimo compleanno di Adelaide Ristori, andò in scena nella commedia Cristoforo Colombo al Teatro Valle di Roma; a Torino Virgilio Talli lessee un discorso di Tommaso Salvini.
Chiuse nel 1903 con alcune recite di addio, con il figlio Gustavo e Giacinta Pezzana, nelle principali città in cui aveva lavorato (Napoli, Milano, Firenze e Roma); a Roma, all'età di settantaquattro anni, fu l'ultima volta di Salvini sul palco e chiuse con l'Oreste, che lo aveva consacrato attore tragico, con l'Otello e la Morte Civile, le opere di cui era stato il massimo interprete.
Il giornale Il ponte di Pisa riporta di un previsto viaggio in America nell'anno 1903, il New York Times ne riporta la possibilità, tuttavia nessuna fonte riporta del reale compimento dello stesso.
In occasione del sessantesimo compleanno, l'allora ministro della Pubblica Istruzione aveva fatto coniare una medaglia d'oro in suo omaggio.

#### Gli anni lontani dal palco
Si divise tra lo studio di via Gino Capponi a Firenze e la villa a Dievole, una località nel Chianti fra Radda in Chianti e Vagliagli, circondato dalla ormai numerosa famiglia, di cui era il patriarca, e dagli amici, tra cui si annoveravano Edmondo De Amicis, Luigi Rasi, Giulio Piccini (Jarro), Ermete Novelli e molti altri.
In occasione dei suoi ottanta anni, nel 1909 si susseguirono le celebrazioni pubbliche delle autorità di Firenze a Palazzo Vecchio e Roma in Campidoglio e da artisti come Virginia Marini.

Il giorno prima si era sposato per la quarta volta, con Jennie Beaman e alla venerabile età di ottanta anni ebbe il settimo figlio, Alfonso.
Aveva una vita attiva, frequentava teatri e circoli, talvolta anche in sfide a biliardo al Casino Borghesi di via Pandolfini, gioco in cui si era sempre ritenuto un buon giocatore.
Nel 1910 salì sul palcoscenico a Venezia in occasione della commemorazione di Gustavo Modena al Teatro Goldoni con un discorso che dimostrava tutta la riconoscenza e la stima per quello che era stato il suo maestro:
«Grazie, signori, per l'onore che fate a chi mi fu padre più che maestro. Grazie in nome di tutti coloro che lo videro, lo udirono, lo acclamarono, e da Lui appresero ad amare prima di ogni altra cosa al mondo, l'Arte e la Patria!».
In questi anni pubblicò diversi articoli, come questo dal titolo To a young aspirant in the dramatic art del 1910 per il Century Magazine e ripubblicato l'8 luglio 1916 sul The New York Dramatic Mirror.
Sul New York Times del 17 settembre 1905 diede una sua spiegazione alle difficoltà avute dalla sua generazione nell'introduzione di Shakespeare in Italia: «For four season I continued to produce Otello, and little by little they began to appriciate it».

#### Gli ultimi anni e la morte
Salvini pensava a un Teatro Stabile Nazionale, ma a causa dell'avvicinarsi della prima guerra mondiale trovò scarso seguito. Cinque nipoti e il figlio Mario, capitano di artiglieria, erano in guerra, il figlio Gustavo era in tournée in America. Il mattino del 31 dicembre 1915, a Firenze, Salvini venne colto da un primo attacco renale, a cui ultimamente era soggetto di frequente. Ripresosi, nel tardo pomeriggio era con la moglie Jennie e le figlie Emilia ed Elisa, quando intorno alle ore 16:30 un ulteriore attacco causò un blocco cardiaco. Molte persone appresero la notizia, resa pubblica alle 21, recandosi a casa sua per le condoglianze. I funerali si svolsero il giorno seguente, 2 gennaio 1916, nella basilica della Santissima Annunziata. La salma fu tumulata all'esterno della cappella di famiglia al cimitero di San Miniato.

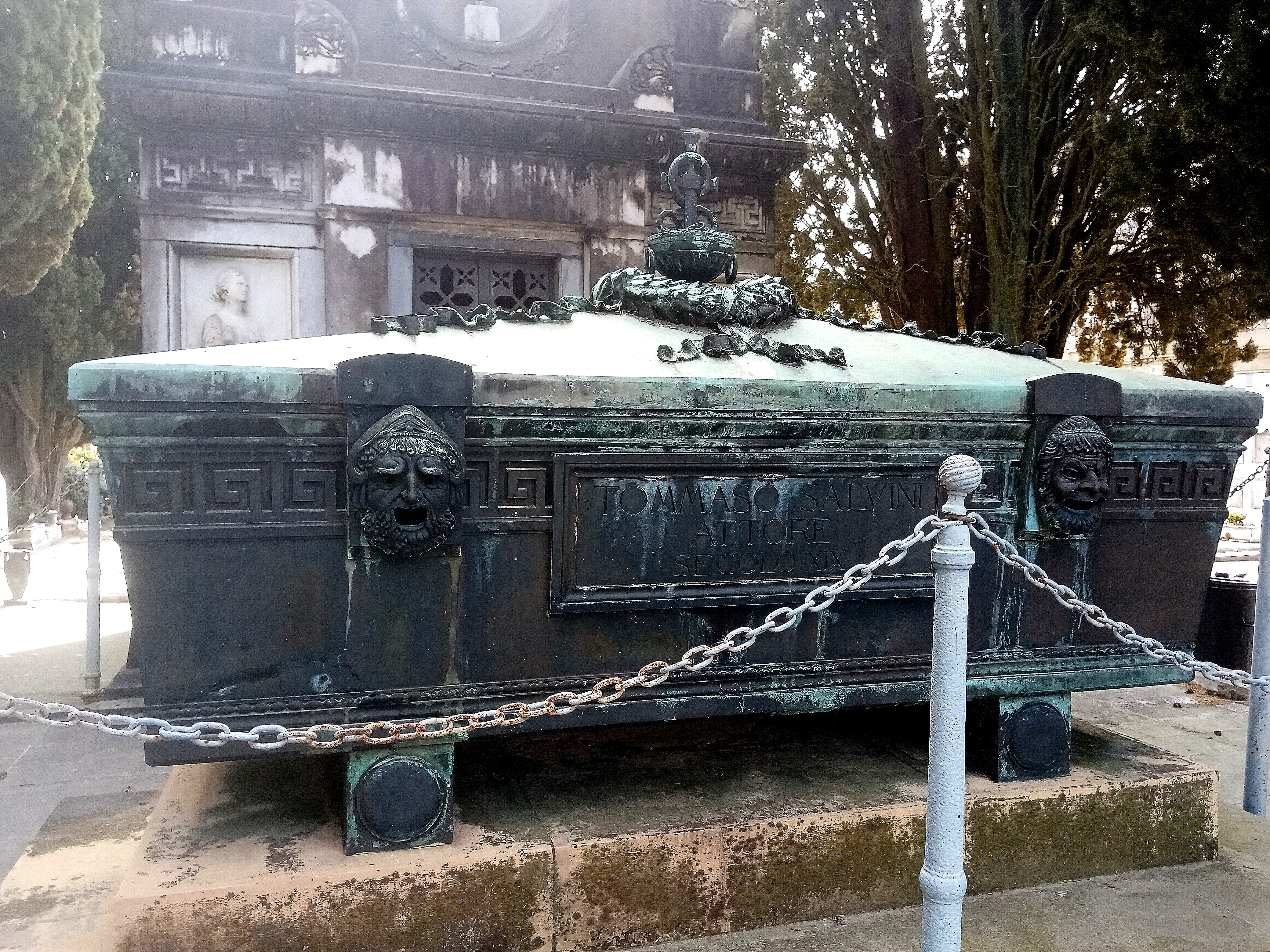
La tomba di Tommaso Salvini al cimitero di San Miniato al Monte

## Il repertorio
Per sua scelta tiene un repertorio con un numero inferiore di opere rispetto alla media dell'epoca, inizialmente sono le opere di Vittorio Alfieri, la Merope e il Saul su tutte, con la Zaira di Voltaire. Successivamente come gli altri "Grandi Attori" introduce le opere di Shakespeare, l'Otello è quello che gli dà il maggior successo, a questi va aggiunta la Francesca da Rimini. Merita una menzione particolare La morte civile di Paolo Giacometti per i molteplici successi ottenuti nel ruolo del protagonista Corrado e per il rapporto che lo lega all'autore.
Opere principali:
- Otello
- La morte civile
- Francesca da Rimini
- Merope
- Zaira
- Oreste
- Saul
- Amleto
- Re Lear
- Coriolano
- Suonatrice di arpa
- Figlio delle Selve
- Sullivan
- Arduino d'Ivrea

## Konstantin Sergeevič Stanislavskij

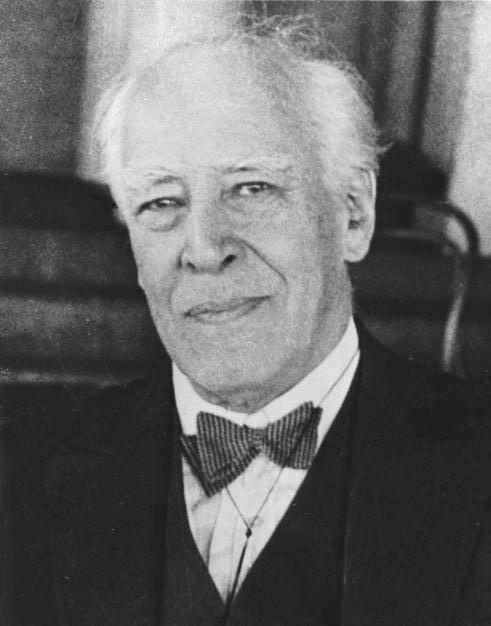
Konstantin Sergeevič Stanislavskij

Tommaso Salvini non saprà mai della sua influenza su quella che sarà nel secolo successivo uno dei più noti metodi della scuola di recitazione, il metodo Stanislavskij.
Kostantin Stanislavskij quasi trentenne si sta formando come attore e regista e quasi certamente vede Salvini nella sua tournée del 1891. Stanislavskij aveva già avuto modo di assistere alle rappresentazioni di diversi altri artisti italiani tra cui i Grandi Attori Ernesto Rossi e Adelaide Ristori. In Russia la fama di Salvini è già arrivata da tempo, anche grazie ai lusinghieri articoli di Apollo Grigoriev, poeta e critico russo che viveva a Genova e che qui aveva visto Salvini in un piccolo teatro tra il 1850 e il 1860.
Stanislavskij viene catturato dall'Otello di Salvini e dalla sua capacità di mantenere costante l'attenzione del pubblico per tutto lo spettacolo. Salvini, forte anche della sua presenza fisica e doti vocali, riesce in questo difficile risultato tenendo sempre uno sviluppo armonico dei sentimenti del personaggio.
«Ma i veri attori come Tommaso Salvini, calcolano molto di più. Nell'Otello, Salvini, cominciava con l'ardente passione giovanile del primo amore, per finire con l'odio furente dell'uomo geloso, e arrivava dall'amore all'assassinio, sviluppando e maturando i sentimenti con una precisione e coerenza matematiche.»
La meticolosa preparazione del personaggio, sia in termini fisici sia di studio del carattere di Salvini è uno degli aspetti che colpisce Stanislavskij ed è un aspetto che emerge in più punti della autobiografia di Salvini:
«Bisognava studiare di rendere queste passioni secondo la schiatta degli uomini alla quale appartenevano, secondo i loro costumi, i loro principii, la loro educazione: immaginarsi le movenze, il contegno, le varie espressioni del volto e della voce nei vari moti dell'anima: intuire i caratteri immaginarli, e riprodurre quelli storici con studiata verisimiglianza, cercando di imprimere a ciascuno quella fisionomia propria che lo fa differire dall'altro: essere, infine, quello o tal'altro personaggio, in guisa da illudere il pubblico ch'ei sia l'originale e non la copia.»
L'influenza dei Grandi Attori italiani sullo sviluppo di quello che sarà il metodo Stanislavskij seppur importante non è l'unica e Stanislavskij proseguirà discostandosi per alcuni aspetti da essa.
L'impatto di Salvini nell'Otello di Stanislavskij è in gran parte derivato dalle note di regia del testo di Stanislavskij di cui la pubblicazione Tommaso Salvini Un attore patriota nel teatro italiano dell'Ottocento ne fa un'ampia analisi.

## Articoli e interviste
- Appendice Giacinta Pezzana, 13 novembre 1875 - Tommaso Salvini, Il Risorgimento[119]
- Tommaso Salvini, novembre 1881 - Emma Lazarus, The Century[5]
- Decadence of the stage in Italy, 27 ottobre 1889 - Tommaso Salvini, New York Times[120]
- Una questione di arte drammatica, 24 maggio 1891, Tommaso Salvini, Illustrazione Italiana e The Century[80][121]
- Home Life of the Great Tragedian, 18 giugno 1893, Helen Zimmern, The Morning Call San Francisco[1]
- Rome - Un unreasoneable Public-Long Runs Unknown in Italy — Salvini on Italian Audiances., 13 febbraio 1904, S.P.Q.R, The New York Dramatic Mirror[122]
- Three weeks with Tommaso Salvini, 17 settembre 1905 - Dirce St. Cyr, New York Times[103]
- A letter from Salvini The Venerable Tragedian Denies the Truth of a Marie Wainwright Interview, 26 marzo 1913, Wainwright, The New York Dramatic Mirror[123]
- Tommaso Salvini - Interesting Story of His First Visit to This Country 24 settembre 1913, Robert Grau, The New York Dramatic Mirror[124]
- To a young aspirant in the dramatic art, 8 luglio 1916, Tommaso Salvini, The New York Dramatic Mirror[102]
- Tommaso Salvini che non ho mai visto ne conosciuto 23 gennaio 1943, Dino Falconi, StampaSera[83]
- Salvini sulla scena, 6 marzo 1966, Luigi M. Persone, StampaSera[125]

## Commemorazioni

### Busto commemorativo (1859)
Un busto marmoreo di Salvini fu scolpito a Messina dallo scultore messinese Giuseppe Prinzi in onore dell'attore che recitò nel Teatro Vittorio Emanuele. Finito nell'oblio per anni, e accantonato, il busto, con epigrafe dello scrittore messinese Felice Bisazza, è stato recuperato, ripulito e fatto collocare nel foyer del Teatro dall'Architetto Nino Principato, componente per il Comune del c.d.a., nel 2019.

### Targa commemorativa (1920)

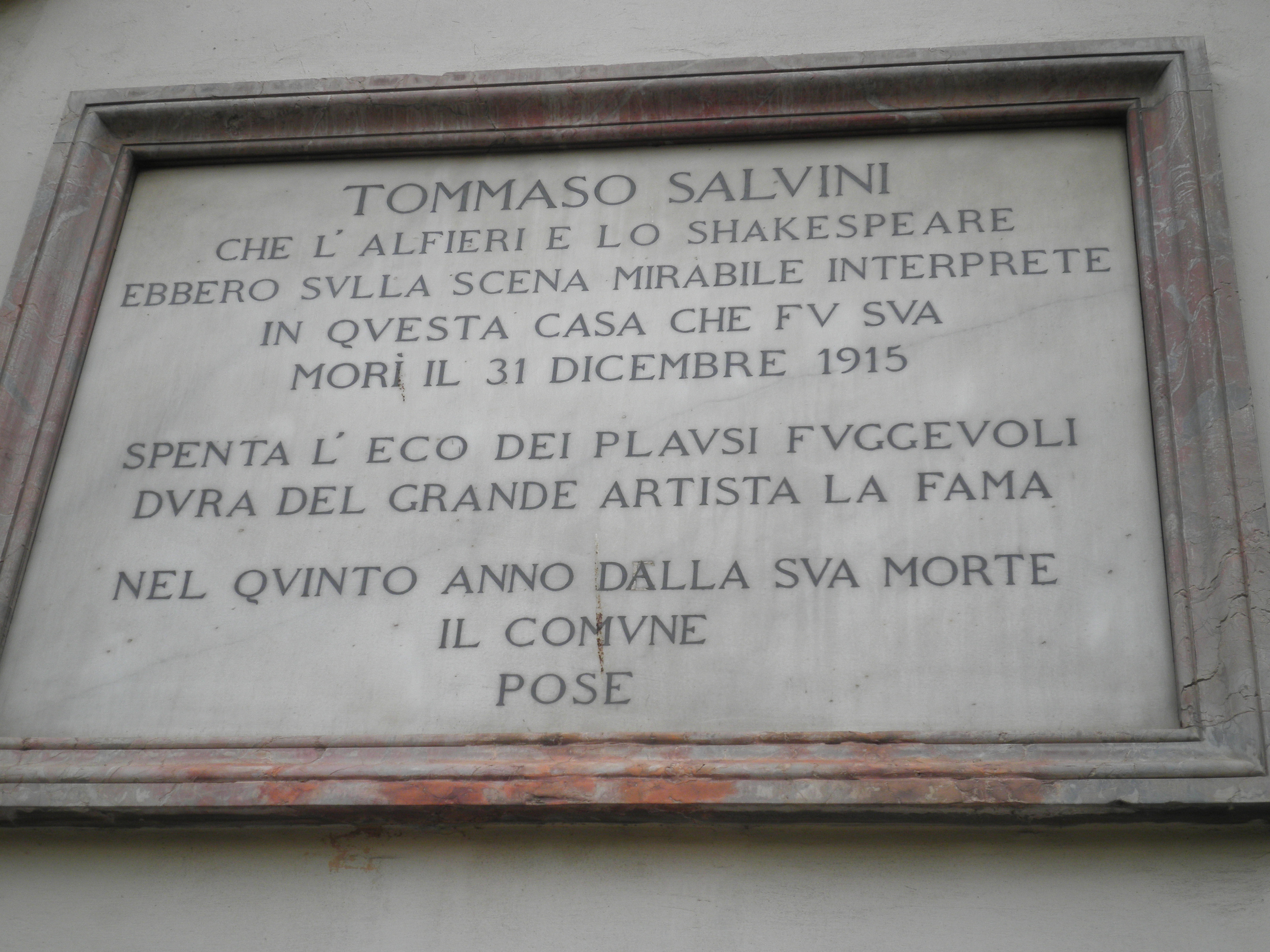
1920 Targa commemorativa in via Gino Capponi, 25 Firenze

Una targa commemorativa fu posta a Firenze sulla sua casa in via Gino Capponi 25, all'epoca civico 17
.

### 150 anni dell'Unità d'Italia (2011)
In occasione delle celebrazioni per i 150 anni dell'Unità d'Italia è stata realizzata a Genova nella Loggia degli Abati di Palazzo Ducale la mostra a cura del Civico museo biblioteca dell'attore "Tommaso Salvini: Un attore patriota nel teatro italiano dell'Ottocento".

Presso la nuova sede di via del Seminario 10, nella sala consultazione del Museo Biblioteca dell'attore (Genova) è visitabile la ricostruzione dello studio,
con le armi originali acquisite dal Teatro stabile di Genova nel 1966.

## Cronologia degli eventi
- 1783 Il bisnonno paterno Giuseppe Salvini si trasferisce a Livorno
- 1808 Nasce la mamma Guglielmina Zocchi a Gravina
- 1823 La compagnia del nonno materno Tommaso Zocchi arriva a Livorno
- 1826 Il padre Giuseppe e la madre Guglielmina si sposano a Firenze il 6 febbraio
- 1827 Nasce il fratello Alessandro
- 1829 Nasce a Milano Tommaso il 1º gennaio
- 1830 Il padre con la compagnia Internari-Paladini va a Parigi
- 1831 Muore la madre a Venezia
- 1831 Il padre sposa in seconde nozze Fanny Donatelli
- 1840 Viene affidato ai nonni materni con il fratello
- 1842 Il padre viene lasciato dalla seconda moglie Fanny Donatelli
- 1842 Il padre entra nella compagnia di Luigia Bon e Berlaffa Tommaso debutta come Pasquino
- 1843 Con il padre entra nella compagnia di Gustavo Modena
- 1844 Muore il padre a Palmanova
- 1845 Entra nella compagnia Reale di Napoli
- 1846 Lascia la compagnia Reale di Napoli
- 1846 Entra nella compagnia Coltellini Domeniconi
- 1849 Entra volontario nella Guardia nazionale
- 1849 Il 30 aprile combatte a porta Cavalleggeri
- 1849 Il 30 aprile viene promosso caporale
- 1849 Il 13 luglio lascia Roma
- 1849 Viene incarcerato a Genova e Firenze
- 1849 Torna a Roma con la compagnia Domeniconi
- 1850 Il nonno Tommaso Zocchi si ritira a Firenze
- 1851 Adelaide Ristori lascia la compagnia Domeniconi
- 1852 Lascia la compagnia Domeniconi
- 1852 Studia e collabora con la compagnia Zannoni
- 1854 Entra nella compagnia Astolfi
- 1856 Entra nella compagnia Dondini
- 1857 Successo a Parigi con l'Otello
- 1858 Inizia la relazione con Clementina Cazzola
- 1859 Clementina Cazzola lascia il Dondini ed entra nella compagnia Romana
- 1859 Lascia la compagnia Dondini
- 1859 Il 24 maggio a Civitavecchia nasce il primogenito Gustavo
- 1860 Entra nella Compagnia Reale dei Fiorentini di Napoli
- 1860 Nasce la secondogenita Emilia Salvini
- 1861 Fonda la propria compagnia
- 1861 Muore Gustavo Modena
- 1861 Riceve un encomio dal Gen Avezzana
- 1861 Il 21 dicembre Nasce il terzo figlio Alessandro
- 1863 Nasce il quarto figlio Mario
- 1863 Entra nella compagnia Stacchini
- 1864 Entra nella Compagnia Reale dei Fiorentini di Napoli
- 1865 È presidente della Società di mutuo soccorso fra gli artisti drammatici da lui fondata
- 1865 Viene insignito dell'Ordine dei Santi Maurizio e Lazzaro
- 1868 Muore la prima moglie Clementina Cazzola
- 1868 Viaggio in Spagna e Portogallo
- 1871 Tournée in America del Sud
- 1873 Tournée in America del Nord e Cuba
- 1874 Tournée in America del Sud
- 1875 Tournée in Inghilterra
- 1876 Sposa Lottie Sharpe
- 1876 Tournée in Inghilterra
- 1876 Si ammala gravemente in Inghilterra
- 1876 Nasce il quinto figlio Cesare
- 1877 Tournée Austria Germania Francia Romania Russia
- 1878 Il 13 novembre nasce la sesta figlia Elisa
- 1878 Muore la seconda moglie Carlotta Sharpe
- 1880 Tournée in Russia
- 1880 Tournée America del Nord
- 1882 Tournée Egitto e Russia
- 1883 Tournée America del Nord
- 1883 Tournée Inghilterra
- 1885 Tournée Ucraina
- 1886 Tournée America del Nord
- 1886 Muore il fratello Alessandro
- 1889 Tournée America del Nord
- 1891 Tournée in Russia
- 1891 Ritiro ufficiale
- 1896 L'8 giugno Muore Ernesto Rossi
- 1903 Abbandona il teatro
- 1909 Sposa Jennie Beaman
- 1909 Nasce il settimo figlio Alfonso
- 1910 Tributo a Gustavo Modena
- 1915 Morte
- 1920 Posa della targa commemorativa in via Gino Capponi
- 2011 Per i 150 anni dell'Unita d'Italia a cura del Museo Biblioteca dell'Attore mostra Tommaso Salvini: Un attore patriota nel teatro italiano dell'Ottocento a Genova.